# Nils Schirren
Carl Nils Walter Schirren, född 4 juni 1945 i Stockholm, är en svensk jurist och direktör.
Nils Schirren blev fil. kand. 1970 och jur. kand. 1975 vid Uppsala universitet.
Åren 1977–1987 var han chefsjurist på Sveriges akademikers centralorganisation (SACO). Han var förbundsdirektör/VD i Villaägarnas riksförbund med dotterbolag 1987–2001. Under  Schirrens tid som VD samlades villaägarrörelsen i Sverige 1991 i en organisation och medlemsantalet steg under 15 år från cirka 62 000 till 200 000. Schirren var därefter VD för det franska bolaget SARL Schirren & Partners 2004–2013.
Han är son till Walter Schirren och Karin Bengtsson. Carl Schirren var han farfars far och Karl Möbius hans farmors far. Nils Schirren var gift med Anne-Christine Schirren från 1970 till hennes bortgång 1994.